# Centre de reacció fotosintètic

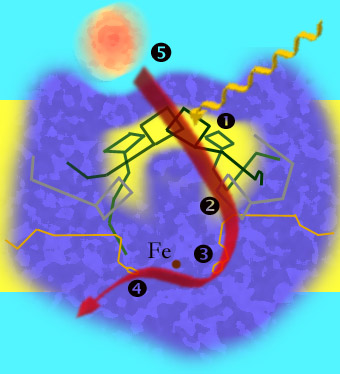
Centre de reacció d'un bacteri Rhodopseudomonas

Un centre de reacció fotosintètic és un complex de diverses proteïnes, pigments i altres co-factors coordinats per executar les reaccions principals de la fotosíntesi.
El centre de reacció fotosintètic d'un fotosistema és la part en la qual es produeix la reacció de separació de càrrega d'una clorofil·la excitada. Les altres parts del fotosistema participen en la captació de l'energia lluminosa sense que les clorofil·les que hi són presents en realitzin la separació de càrrega. La clorofil·la del centre de reacció és específica i es desexcita de l'energia que rep alliberant un electró, és a dir oxidant-se.
Aquesta clorofil·la de seguida es regenera (és a dir es redueix) amb un electró per reemplaçar l'electró que perd.

## Bacteris
El centre de reacció fotosintètic bacterià és un model per l'estudi de l'estructura i la química de la fotosíntesi, Els premis Nobel de química de 1988 Hartmut Michel, Johann Deisenhofer i Robert Huber va ser concedit per l'obtenció dels cristalls del centre de reacció fotosintètica bacterià.

## Plantes verdes
El 1772 Joseph Priestley va fer experiments sobre la respiració i combustió i va ser el primer a demostrar l'activitat d'un centre de reacció fotosintètic.
El 1779, Jan Ingenhousz va fer 500 experiments amb plantes submergides en aigua i va observar-ne bombolles d'oxigen.
El 1932, Robert Emerson i William Arnold, van investigar les quantitats d'oxigen alliberades per l'alga Chlorella. Això va demostrar l'existència d'una unitat fotosintètica.

### Fotosistema II
El fotosistema II és el fotosistema que genera els dos electrons que reduiran el NADP+ en Ferredoxina-NADP-reductasa. El fotosistema II és present en les membranes tilacoides dins dels cloroplasts el lloc on es fa la fotosíntesi en les plantes verdes. L'estructura del fotosistema II és molt semblant a la del centre de reacció dels bacteris i potser comparteixen un antecessor comú.

### Fotosistema I
Després que l'electró ha abandonat el fotosistema II és transferit al complex b6f del citrocrom i després a la plastocianina, una proteïna blava de coure i transportadora d'electrons. El complex de plastocianina porta els electrons que neutralitzaran el parell en el fotosistema I. A
La cooperació entre els fotosistemes I i II creen un flux d'electrons des de H₂O a NADP+. Aquesta via s'anomena "Esquema Z"